# Vipers Kristiansand
Il Vipers Kristiansand è una società norvegese di pallamano, con sede a Kristiansand. Milita nella Eliteserien femminile, massima serie del campionato norvegese, della quale ha vinto 6 edizioni. Ha vinto anche per 6 volte la Coppa di Norvegia e per tre volte la EHF Champions League, massima competizione continentale.

## Storia
Il 12 gennaio 1938 venne fondato l'Idrettsklubben Våg a Vågsbygd, distretto industriale di Kristiansand. Nel 1945 con la fine della seconda guerra mondiale crebbe l'interesse verso la pallamano e venne istituita una squadra femminile. Il 29 settembre 1946 venne disputata la prima partita in trasferta, a Mandal, dove la squadra locale vinse per 2-0 davanti a un pubblico di un migliaio di spettatori. L'anno successivo arrivò la prima partita disputata a Kristiansand e nell'autunno dello stesso anno la squadra venne iscritta alla terza serie del campionato nazionale. Nel giro di un paio di stagioni la squadra risalì fino alla massima serie nazionale, ma nel 1950 la società dovette ritirare la squadra perché diverse giocatrici avevano lasciato la squadra per dedicarsi al lavoro. Negli anni successivi la società puntò sulle giovani e nel 1957 le biancoverdi tornarono nella massima serie nazionale. All'epoca la pallamano era giocata all'aperto e la squadra iniziò a giocare al locale campo sportivo per poi passare a un campo in erba presso una locale scuola, ma la carenza di infrastrutture nel periodo invernale costrinsero la società a ritirare la squadra nel 1965.
Nell'autunno 1974 l'IK Våg fece il suo debutto nella serie nazionale indoor con una squadra molto giovane. Nel decennio successivo la squadra alternò stagioni in terza serie a stagioni in quarta serie, finché nel 1985 arrivò la retrocessione in quinta serie. Dopo quattro stagioni nel quinto livello nazionale, nel 1989 le biancoverdi vinsero il campionato e vennero promosse in quarta serie, arrivando nel giro di un paio d'anni nella seconda serie. Nel 1990 il Kristiansand IF chiuse la sezione femminile di pallamano e molte delle giocatrici si trasferirono all'IK Våg, che divenne la principale squadra cittadina. Dopo esser tornato nel quarto livello nazionale a seguito della riorganizzazione del sistema nazionale, l'IK Våg risalì in terza serie nel 1995 e in seconda serie nel 1998; la promozione nella Eliteserien, la massima serie nazionale, arrivò nel 2001.
Con la promozione arrivò anche il cambio di denominazione in Våg Vipers e il 12 settembre 2001 le biancoverdi fecero il loro esordio in Eliteserien contro il Nordstrand davanti a 835 spettatori, record per una partita di club di pallamano femminile a Kristiansand. Concluso il campionato all'ottavo posto, nella stagione successiva la squadra concluse al terzo posto, piazzamento che diede l'accesso all'EHF Cup. L'esordio in una competizione europea arrivò il 9 gennaio 2004 con la partita d'andata valida per il terzo turno della EHF Cup contro le greche dell'OF Nea Ionia; il Våg Vipers superò agevolmente il turno e raggiunse le semifinali, dove venne sconfitto nella doppia sfida dalle ungheresi del Győri ETO KC. Anche nella stagione successiva le biancoverdi parteciparono alla EHF Cup, venendo eliminate agli ottavi di finale ancora dal Győri ETO. Nelle annate successive le prestazioni calarono con la squadra che occupava le posizioni di metà classifica. Inoltre, nel 2006 la società ebbe delle difficoltà economiche che portarono la federazione norvegese a infliggerle due punti di penalizzazione nella stagione 2007-2008. Con l'arrivo di nuovi investimenti nel settembre 2007, la situazione economica della società migliorò e si iniziò a pianificare un rilancio della squadra, che culminò nel 2009 col raggiungimento della finale di Coppa di Norvegia persa contro il Larvik.
L'11 giugno 2009 la società cambiò denominazione in Vipers Kristiansand e i colori sociali da bianco e verde a rosa e nero. A fine 2013 il presidente Terje Marcussen annunciò l'arrivo di Gunnar Pettersen, uno degli allenatori più stimati e carismatici della pallamano norvegese. Con Pettersen sulla panchina del Vipers l'entusiasmo attorno alla squadra crebbe e le prestazioni migliorarono, ma Pettersen dovette lasciare la squadra a fine 2015 dopo aver scoperto di avere un cancro. Il suo posto venne preso da Kenneth Gabrielsen, che porta le rosanero al quarto posto in classifica nella stagione 2015-2016 e al secondo posto nella stagione 2016-2017, alle spalle del Larvik. In questa stagione il Vipers conquistò dieci vittorie consecutive ma, soprattutto, sconfisse in trasferta il Larvik per 32-30, in quella che risultò essere la prima sconfitta casalinga del Larvik dopo 19 anni e la prima sconfitta in campionato dopo 353 partite da imbattuto.
La stagione 2017-2018 segnò una svolta nella pallamano norvegese, perché il Vipers Kristiansand conquistò il campionato per la prima volta nella sua storia e interruppe la striscia di 13 vittorie consecutive del Larvik, vincendo proprio lo scontro diretto decisivo col Larvik all'ultima giornata. Nella stessa stagione arrivò l'esordio in EHF Champions League: dopo aver superato il turno di qualificazione, la squadra concluse al quarto posto il suo girone nella fase successiva e venne eliminato dalla competizione. Dalla Champions League venne retrocesso in EHF Cup, dove raggiunse la finale, perdendola contro le rumene del SCM Craiova che ribaltarono il risultato dell'andata. Il Vipers vinse il campionato norvegese anche nel 2019, vincendo 21 partite su 22. In Champions League il Vipers raggiunse la final four, dove venne sconfitto in semifinale dalle ungheresi del Győri ETO, per poi conquistare il terzo posto finale dopo aver sconfitto le francesi del Metz.
Il terzo titolo consecutivo arrivò nel 2020, dopo aver vinto tutte le partite di campionato tranne una. Il quarto titolo arrivò nel 2021 in una stagione fortemente condizionata dalle restrizioni legate alla pandemia di COVID-19; infatti, la federazione norvegese decise di sospendere definitivamente il campionato dopo l'interruzione di gennaio e far valere la classifica al momento della sospensione, decidendo per uno spareggio tra Vipers e Storhamar per decidere la squadra vincitrice. Lo spareggio venne giocato l'11 maggio e vide il Vipers imporsi per 31-25 sullo Storhamar. In Champions League il Vipers, dopo aver concluso al quinto posto il proprio girone nella prima fase, raggiunse nuovamente la final four dopo aver sconfitto le danesi dell'Odense negli ottavi di finale e le favorite russe del Rostov-Don nei quarti. All'ultimo atto della competizione, il Vipers sconfisse le russe del CSKA Mosca in semifinale, per poi battere le francesi del Brest Bretagne in finale, conquistando l'EHF Champions League per la prima volta, nonché primo titolo continentale nella storia della società.

## Palmarès

### Competizioni nazionali
- Eliteserien: 6

2017-2018, 2018-2019, 2019-2020, 2020-2021, 2021-2022, 2022-2023
- Coppa di Norvegia: 6

2017, 2018, 2019, 2020, 2021, 2022-2023

### Competizioni internazionali
- EHF Champions League: 3

2020-2021, 2021-2022, 2022-2023

## Organico

### Rosa 2021-2022
Rosa come da sito ufficiale.
|    | Naz.                 |    | Sportivo                | Anno |  |  |
| -- | -------------------- | -- | ----------------------- | ---- |  |  |
| 1  | Norvegia (bandiera)  | P  | Andrea Austmo Pedersen  | 1994 |  |  |
| 2  | Norvegia (bandiera)  | A  | Karoline Olsen          | 1998 |  |  |
| 4  | Norvegia (bandiera)  | C  | Tonje Haugjord Refsnes  | 1994 |  |  |
| 8  | Norvegia (bandiera)  | T  | Karine Emilie Dahlum    | 1999 |  |  |
| 9  | Norvegia (bandiera)  | T  | Nora Mørk               | 1991 |  |  |
| 10 | Norvegia (bandiera)  | A  | Vilde Kaurin Jonassen   | 1992 |  |  |
| 11 | Norvegia (bandiera)  | T  | Silje Waade             | 1994 |  |  |
| 12 | Svezia (bandiera)    | P  | Evelina Eriksson        | 1996 |  |  |
| 13 | Svezia (bandiera)    | C  | Isabelle Gulldén        | 1989 |  |  |
| 14 | Norvegia (bandiera)  | A  | Tuva Ulsaker Høve       | 2000 |  |  |
| 16 | Norvegia (bandiera)  | P  | Katrine Lunde Haraldsen | 1980 |  |  |
| 20 | Spagna (bandiera)    | PV | Lysa Tchaptchet         | 2001 |  |  |
| 21 | Norvegia (bandiera)  | T  | Ragnhild Valle Dahl     | 1998 |  |  |
| 22 | Norvegia (bandiera)  | T  | Marta Tomac             | 1990 |  |  |
| 23 | Ungheria (bandiera)  | T  | Zsuzsanna Tomori        | 1987 |  |  |
| 24 | Norvegia (bandiera)  | PV | Hanna Yttereng          | 1991 |  |  |
| 25 | Spagna (bandiera)    | T  | Nerea Pena              | 1989 |  |  |
| 27 | Norvegia (bandiera)  | A  | Sunniva Andersen        | 1996 |  |  |
| 31 | Croazia (bandiera)   | PV | Ana Debelić             | 1994 |  |  |
| 37 | Rep. Ceca (bandiera) | A  | Jana Knedlíková         | 1989 |  |  |
| 51 | Rep. Ceca (bandiera) | T  | Markéta Jeřábková       | 1996 |  |  |
| 55 | Norvegia (bandiera)  | PV | Heidi Løke              | 1982 |  |  |